# Illinka
Illinka (en ukrainien : Іллінка, en russe : Ильинка, Ilinka) est une commune urbaine de l'est de l'Ukraine, dans l'oblast de Donetsk, dépendante du raïon de Pokrovsk et de la communauté urbaine de la ville de Kourakhove. Sa population s'élevait à 400 habitants en 2023.

## Géographie
La commune se situe sur la rive nord de la rivière Vovtcha, affluent de la rivière Samara, dans le système hydrologique de la rive gauche du fleuve Dniepr. Elle fait face à la ville de Kourakhove, sur l'autre rive du Réservoir de Kourakhove, établi sur la Vovtcha. Elle se trouve à 37 km à l'ouest de la ville de Donetsk.